# Duguetia trunciflora
Duguetia trunciflora là loài thực vật có hoa thuộc họ Na. Loài này được Maas & A.H.Gentry mô tả khoa học đầu tiên năm 1995.